# Вольногорский стекольный завод
Вольногорский стекольный завод — промышленное предприятие в городе Вольногорск Днепропетровской области Украины.

## История
Вольногорский завод электровакуумного стекла был построен в советское время как часть производственного объединения, головным предприятием которого являлся Московский завод электровакуумных приборов. Он входил в число ведущих промышленных предприятий города.
После провозглашения независимости Украины государственное предприятие было преобразовано в закрытое акционерное общество и переориентировано на выпуск стеклотары, позднее - реорганизовано в общество с ограниченной ответственностью.
В ноябре 2004 года была введена в строй стекловаренная печь для производства бесцветного стекла мощностью 190 тонн стекла в сутки, после чего завод увеличил производственную мощность до 530 тонн стекла в сутки.
В мае 2009 года днепропетровский филиал страховой компании «ИНГО Украина» заключил договор страхования имущества ООО "Вольногорский стекольный завод".

## Современное состояние
По данным официального сайта завода, в 2019 году в состав завода входили четыре цеха и 9 производственных линий, выпускающие продовольственную стеклотару из бесцветного, зелёного и оливкового стекла под торговой маркой «Вольногорское стекло». Основной продукцией являлись бутылки для пива, вина, крепких спиртных напитков и безалкогольных напитков, также выпускались стеклянные банки 11 типоразмеров объемом от 0,3 до 1 литра.